# 350.org
350.org ist eine vom US-amerikanischen Autor und Umweltaktivisten Bill McKibben gegründete internationale Klimaschutz-Organisation. Ziel von 350.org ist der Aufbau einer weltweiten Graswurzelbewegung zum Klimaschutz. Neben der Bewusstseinsbildung hinsichtlich der menschengemachten globalen Erwärmung sowie der Folgen des Klimawandels, geht es der Organisation auch darum, die Argumente von Klimawandelleugnern wissenschaftlich zu widerlegen.
Die 2008 gegründete Organisation ging aus der 2007 initiierten Klimaschutzkampagne „Step It Up“ hervor. Sie entlehnt ihren Namen einer 2008 veröffentlichten Studie des NASA-Klimaforschers James Hansen, die besagt, dass der Gehalt von Kohlenstoffdioxid in der Erdatmosphäre 350 parts per million (ppm) nicht überschreiten darf, wenn das 2-Grad-Ziel erreicht und ein Kippen des globalen Klimasystems mit irreversiblen Folgen verhindert werden soll. Da der derzeitige Wert mit rund 400 ppm bereits deutlich über der von Hansen genannten Grenze liegt, fordert 350.org eine sofortige und drastische Reduktion der CO2-Emissionen, den Verbleib von 80 Prozent aller weltweiten fossilen Brennstoff-Reserven im Boden sowie das Binden von bereits in der Atmosphäre befindlichem CO2 mittels negativer Emissionen, vor allem durch Aufforstung und anderweitige Vergrößerung natürlicher CO2-Senken.
Im September 2014 wurde die Organisation, gemeinsam mit ihrem Gründer Bill McKibben, mit dem Right Livelihood Award, dem sog. Alternativen Nobelpreis, „für die erfolgreiche Mobilisierung einer wachsenden zivilgesellschaftlichen Bewegung für weitreichende Maßnahmen gegen den Klimawandel in den Vereinigten Staaten und weltweit“ ausgezeichnet.

## Initiativen

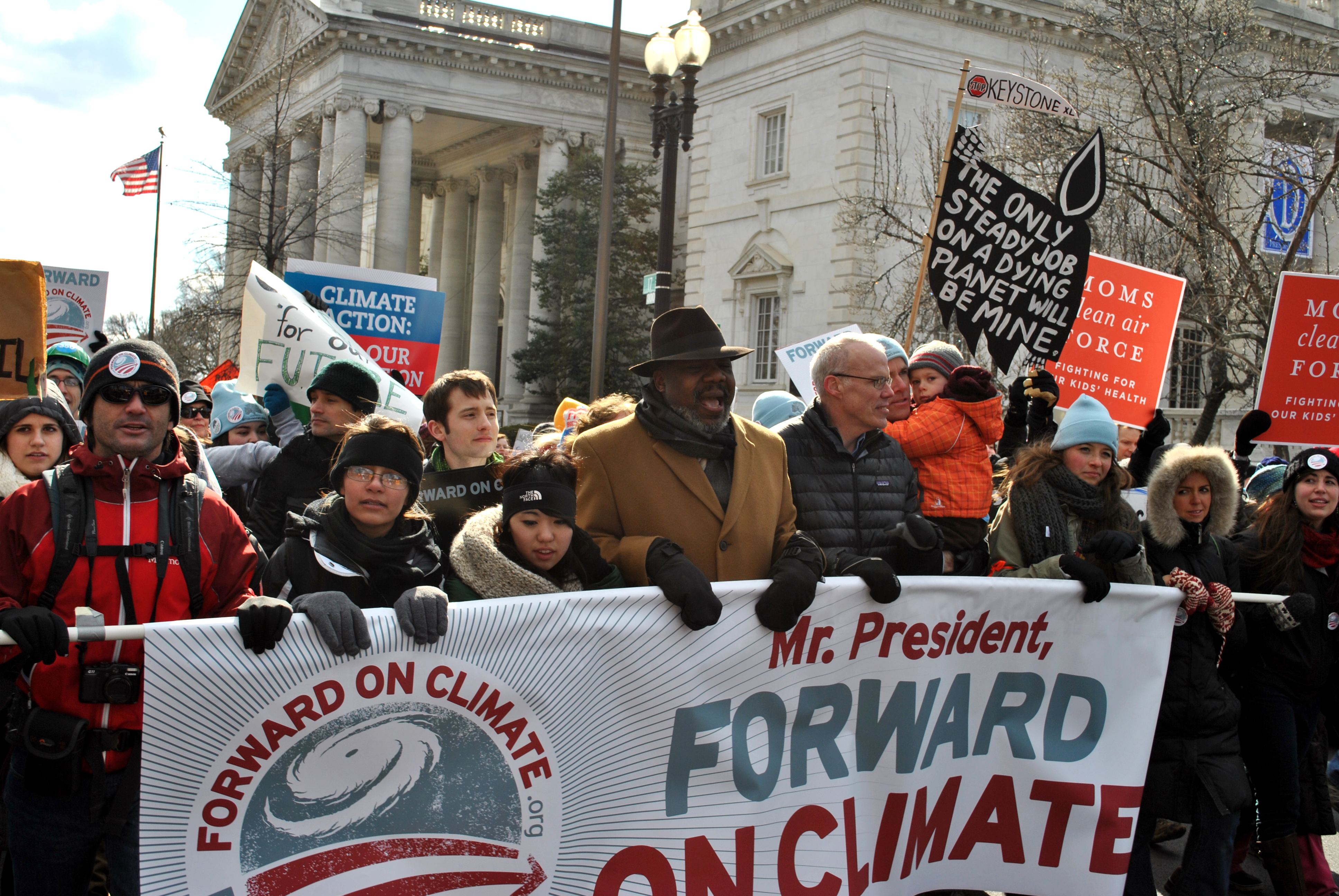
350.org-Gründer Bill McKibben während der Forward on Climate Demonstration in Washington, D.C., USA 2013

### Keystone-XL-Pipeline
Die Organisation protestiert gegen die Keystone-XL-Pipeline, die Ölsand aus dem kanadischen Alberta quer durch die Vereinigten Staaten von Amerika an den Golf von Mexiko transportieren soll. 350.org sah die Verhinderung des Pipeline-Projektes als kritischen Punkt, aber auch als Chance für die Umweltbewegung in den USA und für die Regierung Obama. Der NASA-Klimatologe James Hansen nannte die Genehmigung der Pipeline aufgrund der mit dem Teersandabbau verbundenen enormen CO2-Emissionen ein „game over“ für das Klima der Erde.

### Fossil Fuel Divestment
Die globale Desinvestitions-Kampagne Fossil-free fordert öffentliche Einrichtungen und Organisationen wie Hochschulen, Gemeinden, Kirchen oder Rentenfonds auf, keine Gelder mehr in Unternehmen aus dem Bereich der fossilen Energien zu investieren. Auch bereits angelegte Gelder sollen von solchen Unternehmen  abgezogen und in nachhaltig wirtschaftende Unternehmen investiert werden.
Dabei geht es auch darum, öffentliche Investitionen aus der sogenannten Kohlenstoffblase (auch Carbon Bubble) abzuziehen, um den drohenden Verlust der Gelder beim Platzen dieser Spekulationsblase zu verhindern.
Die Gruppe sagt jedoch selbst, dass der wirtschaftliche Effekt der Kampagne auf die betroffenen Firmen nicht im Mittelpunkt steht. Vielmehr gehe es darum das Problem der Kohlenstoffblase ins öffentliche Bewusstsein zu bringen und der fossilen Brennstoffindustrie die moralische Legitimation zu entziehen.
In Deutschland ist die Gruppe bisher in Münster, Konstanz und Berlin aktiv. Dabei geht es insbesondere um Kredite der staatlichen KfW-Bank für den Neubau von Kohlekraftwerken.
In Berlin beschlossen 2016 alle Fraktionen im Abgeordnetenhaus, die landeseigenen Versorgungsrücklagen aus Kohle-, Öl- und Erdgasindustrie abzuziehen. Die Finanzverwaltung gab eine alternative Anlagestrategie in Auftrag, die außerdem weitere Ausschlusskriterien wie Kriegswaffen und Atomkraft anführt. Diese Anlagestrategie soll auch Pensionsfonds und anderen Bundesländern offenstehen.

### Do The Math: The Movie
Do The Math – Der Film ist eine 42-minütige Dokumentation über die wachsende Klimaschutzbewegung. Unter dem Motto „Do the math“ soll der Film die Zuschauer anregen, die wichtigsten Zahlen der 350.org-Bewegung nachzurechnen, in Bezug zu setzen und die Zukunft so zu gestalten, dass das 2-Grad-Ziel noch erreicht wird.

### Global Power Shift
Phase 1 des Global Power Shift war ein internationales Treffen von rund 500 Klimaschützern aus 135 Ländern im Juni 2013 in Istanbul, Türkei. Dabei ging es insbesondere um den Austausch von Wissen und Methoden der Kampagnenarbeit sowie das Finden einer gemeinsamen Strategie. Phase 2 ist geplant als Umsetzung des in der Türkei Gelernten, um in den jeweiligen Herkunftsländern der Teilnehmer weitere Veranstaltungen zu organisieren.

### Global Climate Strike
350.org ist eine der maßgeblichen Organisatorinnen des Globalen Klimastreiks vom 20. bis 27. September 2019. In über 150 Ländern sind in dieser Woche Streikaktionen geplant. Die Streiks werden von einer breiten Koalition von NGOs, Gewerkschaften und sozialen Bewegungen getragen und wurden von den Schulstreiks der „Fridays For Future“-Bewegung inspiriert. Unterstützt wird auch der Digital Climate Strike, der zu einem Herunterfahren (shutdown) bzw. go green von Websites aufruft.
Mit dem Global Climate Strike soll auf den Notstand Klimakrise aufmerksam gemacht und Druck auf Politik, Medien und Wirtschaft erzeugt werden. Die Streiks sind als Auftakt einer permanenten Massenmobilisierung gedacht.

## Mitglieder
Die Organisation arbeitet nach eigener Aussage mit rund 300 verbündeten Organisationen aus der ganzen Welt zusammen, u. a. Greenpeace, Friends of the Earth, Rainforest Action Network dem Sierra Club oder Avaaz. Zudem unterstützen 350 Personen des öffentlichen Lebens 350.org als sogenannte Klima-Botschafter, darunter der Ex-Präsident der Malediven Mohamed Nasheed, Kumi Naidoo, der Direktor von Greenpeace International, Desmond Tutu, Bianca Jagger, David Suzuki, Vandana Shiva sowie der IPCC-Vorsitzende Rajendra Pachauri.